# Coronopapilla
Coronopapilla is een geslacht van schimmels uit de familie Zopfiaceae. De typesoort is Coronopapilla avellina.

## Soorten
Volgens Index Fungorum telt het geslacht twee soorten (peildatum april 2022):
| Soortnaam               | Auteur(s)                          | Publicatiejaar |
| ----------------------- | ---------------------------------- | -------------- |
| Coronopapilla avellina  | Kohlm. & Volkm.-Kohlm.             | 1990           |
| Coronopapilla mangrovei | (K.D. Hyde) Kohlm. & Volkm.-Kohlm. | 1991           |